# Майна, Джордж
Джордж Майна Кинианджуи (англ. George Maina Kinianjui; 12 июля 1974 — 14 сентября 2002) — кенийский боксёр, представитель средней, полусредней и лёгкой весовых категорий. Выступал за национальную сборную Кении по боксу во второй половине 1990-х годов, бронзовый призёр Всеафриканских игр в Хараре, участник летних Олимпийских игр в Атланте.

## Биография
Джордж Майна родился 12 июля 1974 года.
Первого серьёзного успеха на взрослом международном уровне добился в сезоне 1995 года, когда вошёл в основной состав кенийской национальной сборной и побывал на Всеафриканских играх в Хараре, откуда привёз награду бронзового достоинства, выигранную в зачёте лёгкой весовой категории — на стадии полуфиналов был остановлен южноафриканцем Ирвином Бухлалу.
Благодаря череде удачных выступлений удостоился права защищать честь страны на летних Олимпийских играх 1996 года в Атланте. Уже в стартовом поединке категории до 60 кг досрочно в третьем раунде потерпел поражение от представителя Южной Кореи Син Ын Чхоля и сразу же выбыл из борьбы за медали.
После атлантской Олимпиады Майна остался в составе боксёрской команды Кении и продолжил принимать участие в крупнейших международных турнирах. Так, в 1997 году в полусреднем весе он выступил на чемпионате мира в Будапеште, но остановился здесь уже в 1/16 финала.
В 1998 году отметился выступлением на международном турнире Multi Nations в Ливерпуле, где дошёл до четвертьфинала.
На Всеафриканских играх 1999 года в Йоханнесбурге боксировал уже в первой средней весовой категории и попасть в число призёров не смог.
Один из последних сколько-нибудь значимых результатов в боксе показал в сезоне 2001 года, когда в среднем весе выиграл серебряную медаль на чемпионате Кении в Наньюки.